# Grevenkop
Grevenkop település Németországban, Schleswig-Holstein tartományban. Lakosainak száma 335 fő (2023. december 31.).

## Népesség
A település népességének változása:
| Lakosok száma | 241  | 315  | 321  | 322  | 325  | 335  |
|               | 1975 | 2017 | 2019 | 2021 | 2022 | 2023 |